# Химна Летоније
Боже, благослови Летонију! (лет. Dievs, svētī Latviju!) је национална химна Летоније. Композицију је написао (и текст сачинио) 1873. године летонски учитељ и револуционар Карлис Бауманис (1834—1904). Званичном химном ова композиција је проглашена 17. јуна 1920.
Иако је првобитно одштампана као родољубиви текст у коме се уместо Летоније помиње Балтик, претпоставља се да је то урађено ради избегавања цензуре.

## Текст и превод химне
| послушајте химну |  |
| МЕНИ 0:00        |  |
|                  |  |

| инструментал |  |
| МЕНИ 0:00    |  |
|              |  |